# Mustafa Aberchán
Mustafa Hamed Moh Mohamed (Melilla, 17 d'octubre de 1959), més conegut com a Mustafa Aberchán (Aberchán és el nom del clan familiar amazic al qual pertany), és un polític de Melilla, ciutat amaziga sota sobirania espanyola reclamada pel Marroc, líder des de la seva fundació, l'any 1995, de la formació política Coalición por Melilla (en català ‘Coalició per Melilla’), la qual està federada, des de juny de 2008 fins al setembre del 2013, amb Esquerra Unida.

## Biografia
Va néixer al barri melillenc de Monte María Cristina. Els seus pares regentaven una botiga de comestibles. Va accedir la ciutadania espanyola als 27 anys, l'any 1987, després del procés de regularització efectuat a Ceuta i Melilla per a atorgar la ciutadania espanyola als musulmans d'ambdues ciutats, els quals, fins llavors, no havien pogut accedir més que a la denominada "targeta d'estadística", que provava la seva residència en aquests territoris. Fins llavors, com molts dels musulmans de Ceuta i Melilla, disposava també de passaport marroquí, una ciutadania a la qual, d'acord amb la legislació d'aquest país, és impossible renunciar.
Després d'estudiar batxillerat al Colegio del Carmen de Melilla, regentat pels Germans de La Salle, Aberchán va obtenir una beca del govern marroquí, cosa que li va permetre traslladar-se a Granada (Andalusia) a la universitat de la qual va obtenir la llicenciatura en Medicina, especialitzant-se més tard en cirurgia digestiva.
Després d'obtenir la llicenciatura, va treballar fins al 1994 a l'Hospital Comarcal de Basa, Andalusia com a cirurgià, però la subvenció obtinguda del govern marroquí li va impedir legalment des de llavors seguir exercint la seva especialitat en un hospital públic a l'Estat espanyol, per la qual cosa va tornar a Melilla l'any 1995, on va obrir la seva pròpia consulta, en la qual només podia practicar operacions de cirurgia menor. Operava també esporàdicament en un hospital de Nador, al Marroc.
Aberchán havia militat a les Joventuts Socialistes. Dos dels seus germans, Benaisa i Aisha, militaven també al Partit Socialista Obrer Espanyol (PSOE), el primer havia estat regidor socialista en l'Ajuntament de Melilla. Al produir-se l'escissió d'un grup de musulmans del PSOE, entre els quals es trobaven els seus germans, per a formar Coalición por Melilla (CpM), van pensar en Mustafa com a cap visible i candidat. En les eleccions a l'Assemblea de Melilla del 1995, les primeres després de l'aprovació de l'estatut d'autonomia de les ciutats autònomes, Aberchán va ser cap de llista de CpM, formació que va obtenir quatre representants, convertint-se en la tercera força de l'Assemblea, tot just a un representant del PSOE. L'agost del 1998, Enrique Palacios, que havia deixat el governant Partit Popular per a formar el Partit Independent de Melilla, va presentar una moció de censura contra el president Ignacio Velázquez. La moció, que comptava amb el suport de CPM i el PSOE, va donar la presidència a Palacios, el qual va nomenar conseller de Medi ambient a Aberchán. El president de CPM va ocupar el lloc fins al final de la legislatura al juny de 1999.
A les eleccions del 1999, CPM, amb Aberchán de nou com cap de llista, va obtenir la segona posició, amb cinc representants, després del GIL, que va obtenir-ne set i empatat en nombre de representants amb el Partit Popular. En els següents dies es van dur a terme converses per a formar un pacte anti-GIL i deixar fora del govern aquest partit. PSOE, Unió per Melilla, PP i Partit Independent de Melilla, que sumaven 13 dels 25 membres de l'Assemblea van acordar donar els seus vots al líder d'UPM, Juan José Imbroda. La CpM no es va unir al pacte davant la seva falta d'acord per a donar suport a Imbroda. No obstant això, en la votació d'investitura, el 6 de juliol del 1999, en la qual CpM va decidir votar al seu candidat, Mustafa Aberchán, aquest va rebre també els vots del GIL i els dels dos representants del PSOE, que van fer cas omís de les instruccions del seu partit, amb el qual Aberchán es va convertir en el primer president musulmà d'una autonomia a Espanya. No obstant això, després d'un any d'inestabilitat, en el qual els dos representants del PSOE van ser substituïts, el GIL va entrar i va sortir del govern de la ciutat, igual que el PSOE i el PIM, que va romandre de forma constant com aliat d'Aberchán, i la descomposició del GIL.